# عشق ازلی
عشق ازلی (انگلیسی: The Love Eterne) یک فیلم موزیکال هنگ کنگی است که در سال ۱۹۶۳ منتشر شد.  از بازیگران آن می‌توان به چن ین-ین اشاره کرد.

## بازیگران
- بتی لو تی
- آیوی لینگ پو
- اویانگ شا-فی
- چن ین-ین
- کائو پائو-شو
- جکی چان (نامش در عنوان‌بندی فیلم نیامده)